# Eduard Ehrenhöfler
Eduard Ehrenhöfler (* 14. Mai 1936 in Rohrbrunn) ist ein ehemaliger österreichischer Politiker (ÖVP) und Tischlermeister in Burgauberg. Ehrenhöfler war Abgeordneter zum Burgenländischen Landtag und Landesrat in der Burgenländischen Landesregierung.

## Leben
Ehrenhöfler wurde als Sohn des Altbürgermeisters und Tischlermeisters Eduard Ehrenhöfler geboren und besuchte die Volksschule in Burgauberg. Er wechselte danach an die Hauptschule in Fürstenfeld und besuchte im Anschluss zwischen 1953 und 1956 die Handelsschule. Zwischen 1956 und 1959 absolvierte Ehrenhöfler eine Tischlerlehre in Salzburg und war danach als Tischlergeselle beschäftigt. Zudem absolvierte er eine kaufmännische Lehre. Ab 1959 arbeitete Ehrenhöfler im elterlichen Betrieb, den er 1963 übernahm. Zuvor hatte er 1962 noch die Meisterprüfung in Eisenstadt abgelegt. Ehrenhöfler eröffnete 1971 ein Möbelhaus in Oberwart, 1976 folgte eine Filiale in Mattersburg, 1986 übernahm er zudem ein Möbelhaus in Kemeten. Das Möbelhaus in Oberwart ließ er 1990 erweitern, während 1991 die Eröffnung eines Wohnstudios in Eisenstadt folgte. 1986 wurde Ehrenhöfler zum Kommerzialrat ernannt.
Ehrenhöfler ist verheiratet.

## Politik
Ehrenhöfler war ab 1975 Kammerrat der Burgenländischen Handelskammer und Landesgremialvorsteher-Stellvertreter des Möbelhandels. Zwischen 1980 und 1987 stand er dem Gremium als Landesvorsteher vor und hatte die Funktion des Vizepräsidenten der Handelskammer inne. Im Jahr 1987 war Ehrenhöfler kurzfristig Präsident und danach Vizepräsident der Handelskammer. Ehrenhöfler war zudem ab 1977 Landesgruppenobmann des Burgenländischen Wirtschaftsbundes und zwischen 1985 und 1994 Vizepräsident des Österreichischen Wirtschaftsbundes. Ab 1994 war er zudem Mitglied des Präsidiums.
In der ÖVP war Ehrenhöfler ab 1965 Mitglied der Bezirksparteileitung Güssing, 1982 wurde er zum Bezirksparteiobmann-Stellvertreter gewählt. Er engagierte sich als Gemeinderat in Burgauberg-Neudauberg und gehörte dem Gremium von 1970 bis 1977 an. Zwischen 1977 und 1987 hatte er das Amt des Bürgermeisters inne. Zwischen 1978 und 1991 war Ehrenhöfler auch Ortsparteiobmann der ÖVP.
Ehrenhöfler vertrat die ÖVP zwischen dem 29. Oktober 1982 und dem 30. Oktober 1987 im Landtag und war im Anschluss bis zum 27. Juni 1996 Landesrat in der Burgenländischen Landesregierung. Ehrenhöfler gehörte den Landesregierungen Sipötz und Stix I an.

## Auszeichnungen
- 2001: Großes Silbernes Ehrenzeichen für Verdienste um die Republik Österreich[1]